# Cheiridopsis aspera
Cheiridopsis aspera es una especie de planta suculenta perteneciente a la familia Aizoaceae y endémica de Sudáfrica.

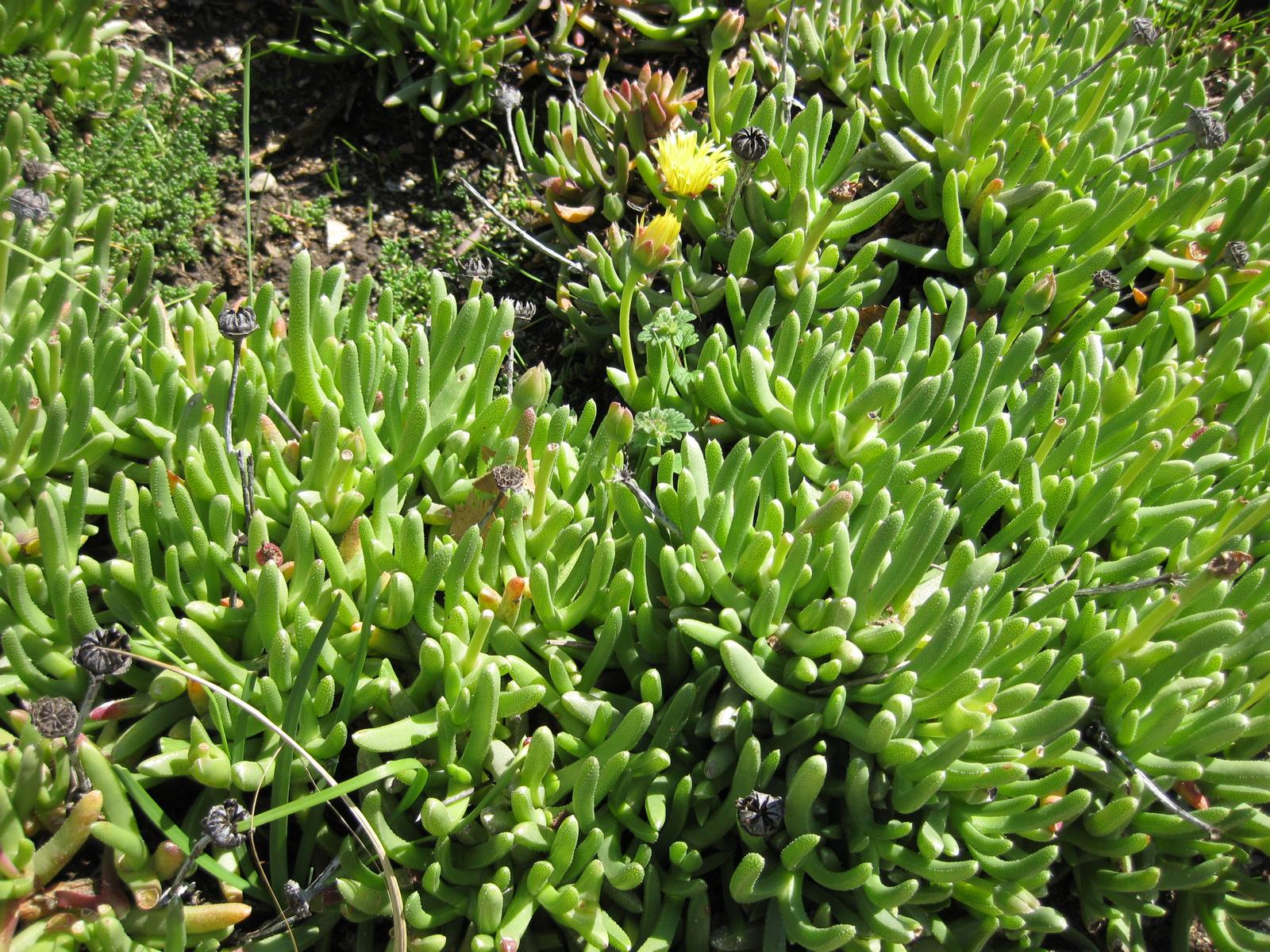
Vista de la planta

## Descripción
Es una pequeña planta suculenta perennifolia que alcanza los 8 cm de altura a una altitud de 460 - 1100 metros en Sudáfrica.
Es extremadamente resistente a la sequía y crece profusamente. Las hojas se agrupan en dos o tres pares, con las más pequeñas fuera y las más grandes en el interior. Se cubre de flores amarillas la mayoría del año en climas moderados. Resiste ligeras heladas.

## Taxonomía
Cheiridopsis aspera fue descrita por Harriet Margaret Louisa Bolus y publicado en Notes Mesembryanthemum [H.M.L. Bolus] 2: 133. 1929
Etimología
Cheiridopsis: nombre genérico que deriva del griego: cheiris = "mano, vagina" y -opsis = "similar", donde se refiere a las vainas parecidas al papel, que se forman durante el período de descanso.
aspera: epíteto latino que significa "áspera, rugosa".